# ロジャー・リー・ヘイデン

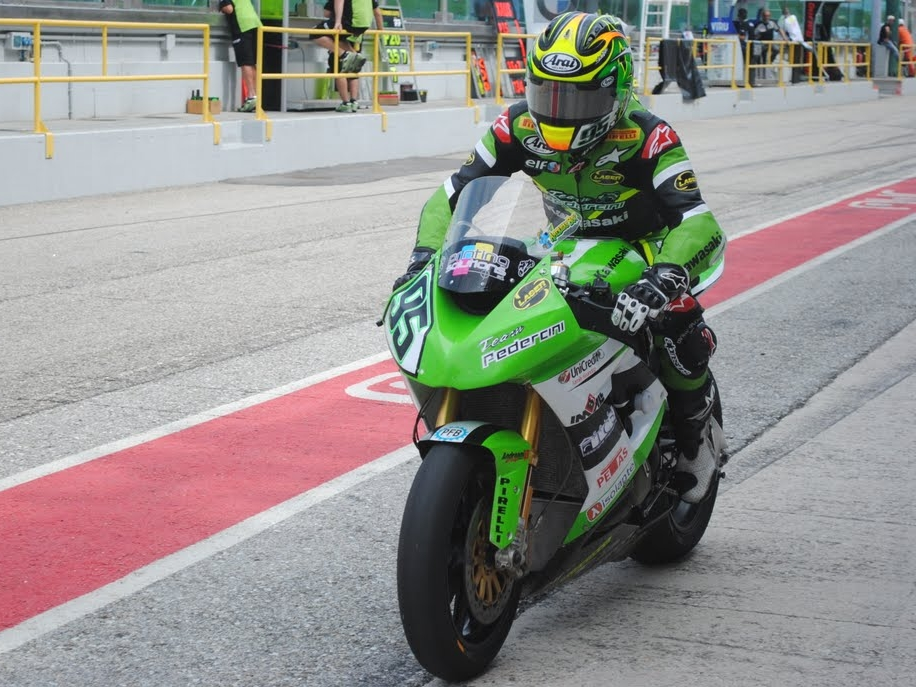
2010年 SBKミサノ

ロジャー・リー・ヘイデン ( Roger Lee Hayden, 1983年5月30日 - ) は、アメリカ合衆国ケンタッキー州オーエンズボロ出身のオートバイレーサー。

## 経歴
AMAプロ・レーシングを中心に活躍しているトミー・ヘイデンと、2006年MotoGP世界チャンピオンのニッキー・ヘイデンの二人を兄に持つ。父アールは20年のダートトラックレースへの参戦経験を持ち、母ローズも女性クラスに5年参戦、姉のジェニー、妹のキャサリンもアマチュアレースへの出場経験を持つというオートバイレーサー一家に育つ。
ロジャーは5歳のときからオートバイに乗り始め、6歳からダートレースに出場を開始した。1997年には、その年最も活躍した若いアマチュアレーサーに贈られる「AMAホライゾンアワード」のダートトラック部門賞を受賞した。ちなみに前年には兄ニッキーが同賞を受賞している。
その後は兄たちと同様にロードレースに転向し、2004年と2005年にはAMAスーパースポーツクラス(600cc)で長兄のトミーが2連覇を果たした一方、ロジャーは2年連続でシリーズランキング2位に入った。そして2007年シーズンには同クラスで初のチャンピオンを獲得した。また同年ラグナ・セカで開催されたロードレース世界選手権第11戦アメリカGPにカワサキ・レーシングチーム3台目のZX-RRを駆ってワイルドカード枠でデビューを果たした。兄ニッキーがジョン・ホプキンスと絡んで転倒リタイヤとなる中、ロジャーはアメリカ人ライダー最上位となる10位で完走を果たした。
2010年はスーパーバイク世界選手権に活動の場を移し、チーム・ペデルチーニでプライベーター仕様のZX-10Rを駆ることになったが、他のカワサキ勢同様マシンのパフォーマンスの低さに苦しめられ、ポイント圏内でのフィニッシュはわずか4回でシリーズランキング19位に終わった。また同年のロードレース世界選手権第9戦アメリカGPには、負傷したランディ・ド・プニエの代役としてLCRホンダからMotoGPクラスに出場、11位で完走を果たした。また第11戦インディアナポリスGPには、Moto2クラスにモリワキのシャシーを駆りケビン・シュワンツをチームマネージャーにワイルドカード枠で参戦、こちらはポイント圏外の17位に終わった。
2011年シーズンはAMAスーパーバイクに戻り、マイケル・ジョーダンのチームでスズキ・GSX-R1000を駆る。

## 主なレース戦績

### AMAプロ・レーシング
| シーズン | クラス                     | 出走 | 優勝 | PP | ポイント | シリーズ順位 |
| -------- | -------------------------- | ---- | ---- | -- | -------- | ------------ |
| 2002年   | スーパーストック           | 9    | 0    | 0  | 216      | 5位          |
| 2002年   | フォーミュラエクストリーム | 8    | 0    | 0  | 68       | 16位         |
| 2003年   | フォーミュラエクストリーム | 9    | 0    | 0  | 135      | 10位         |
| 2003年   | スーパースポーツ           | 10   | 0    | 0  | 230      | 8位          |
| 2004年   | スーパースポーツ           | 11   | 4    | 0  | 343      | 2位          |
| 2004年   | スーパーストック           | 11   | 0    | 0  | 268      | 6位          |
| 2005年   | スーパースポーツ           | 10   | 4    | 1  | 308      | 2位          |
| 2005年   | スーパーストック           | 10   | 1    | 0  | 241      | 4位          |
| 2006年   | スーパーバイク             | 11   | 0    | 0  | 178      | 17位         |
| 2006年   | スーパースポーツ           | 10   | 3    | 2  | 237      | 5位          |
| 2007年   | スーパーバイク             | 18   | 0    | 0  | 344      | 10位         |
| 2007年   | スーパースポーツ           | 10   | 2    | 2  | 297      | 1位          |
| 2008年   | スーパーバイク             | 10   | 0    | 0  | 97       | 22位         |
| 2008年   | スーパースポーツ           | 3    | 0    | 0  | 46       | 29位         |
| 2009年   | デイトナスポーツバイク     | 17   | 0    | 0  | 164      | 12位         |

### スーパーバイク世界選手権
| シーズン | バイク           | 出走 | 優勝 | 表彰台 | PP | FL | ポイント | シリーズ順位 |
| -------- | ---------------- | ---- | ---- | ------ | -- | -- | -------- | ------------ |
| 2010年   | カワサキ・ZX-10R | 26   | 0    | 0      | 0  | 0  | 10       | 19位         |

### ロードレース世界選手権
| シーズン | クラス | バイク   | 出走 | 優勝 | 表彰台 | PP | FL | ポイント | シリーズ順位 |
| -------- | ------ | -------- | ---- | ---- | ------ | -- | -- | -------- | ------------ |
| 2007年   | MotoGP | カワサキ | 1    | 0    | 0      | 0  | 0  | 6        | 20位         |
| 2010年   | MotoGP | ホンダ   | 1    | 0    | 0      | 0  | 0  | 5        | 19位         |
| 2010年   | Moto2  | モリワキ | 1    | 0    | 0      | 0  | 0  | 0        | -            |